# Lomatia ilicifolia
Espèce
Statut de conservation UICN

 LC  : Préoccupation mineure
Classification phylogénétique
Lomatia ilicifolia est une espèce d'arbuste du genre Lomatia de la famille des Proteaceae, qui croît dans l'est de l'Australie,. Cette espèce peut atteindre 3 m de haut et a des feuilles ovales à elliptiques de 10 à 18 cm de long pour 2,5 à 5,5 cm de large. Les fleurs blanches ou crèmes apparaissent entre novembre et février, et sont particulièrement nombreuses après un incendie. Les follicules qui se développent trois mois plus tard, mesurent jusqu'à 4 cm de long,.